# Lumio
Lumio település Franciaországban, Haute-Corse megyében. Lakosainak száma 1189 fő (2022. január 1.). Lumio Montegrosso, Lavatoggio, Algajola, Aregno és Calvi községekkel határos.

## Népesség
A település népességének változása:
| Lakosok száma | 473  | 747  | 895  | 1040 | 1172 | 1133 | 1180 | 1260 | 1237 | 1189 |
|               | 1968 | 1982 | 1990 | 2006 | 2013 | 2015 | 2017 | 2019 | 2020 | 2022 |